# Neoplan
Neoplan är en tysk busstillverkare som sedan 2001 ingår i Neomankoncernen.
Bussarna har historiskt sett haft mycket gemensamt med MAN SE:s motsvarande bussmodeller men även andra tyska tillverkares sådana, som till exempel Mercedes-Benz bussar. Neoplan har aldrig haft någon egentillverkning av förbränningsmotorer. Motorerna har istället hämtats från andra framförallt tyska lastbils- och busstillverkare samt även från till exempel DAF och Cummins. Efter 2001 blev Neoplans bussar alltmer lika MAN:s motsvarigheter i och med bildandet av Neomankoncernen. Låggolvsbussar såsom den senaste generationens Neoplan Centroliner som tillverkades mellan 2003 och 2009 bygger till exempel helt på den samtida MAN Lion's Citys chassi och till största delen på dess kaross. Det som skiljer dem åt är främst designen front- och bakpartierna samt ett fåtal andra karossdetaljer och ibland även motorutbudet då Neoplan Centroliner liksom tidigare stadsbussmodeller från Neoplan även kunde ha motorer från andra tillverkare.
Neoplan gjorde egna karosser och för det mesta även egna chassin till bussarna. I vissa fall kunde chassit vara av en annan tillverkare vilket bland annat kan ses hos lågentrébussen Neoplan N4015 som hade Scania L113CLL-chassi. Några år efter sammanslagningen med MAN SE används uteslutande MAN-chassin. När Neoplan Centroliner lades ner 2009 har samtliga bussmodeller endast MAN-motorer. Vissa enklare bussmodeller kan även ha omdesignade MAN-karosser.
Neoplan har idag helt specialiserat sig på turist- och långfärdsbussar. Före 2009 tillverkade Neoplan även stadsbussar och före 2006 hade man egentillverkning av karosser och chassin till sina stadsbussmodeller.
I Sverige var Gamla Uppsala Buss först med att köpa in stadsbussar av Neoplan, vilket skedde 1991 i och med inköp av 8 stycken låggolvsbussar av typ Neoplan N4014NF till stadstrafiken i Uppsala. Därmed fick Uppsala som en av de allra första städerna i Sverige låggolvsbussar för vanliga stadsbusslinjer. Från 1995 fram till och med sommaren 2006 köptes nästan uteslutande Neoplan in till stadsbussflottan i Uppsala. Trenden bröts dock efter 2006, några år efter Neoplans sammanslagning med MAN SE i Neoman-koncernen, då Gamla Uppsala Buss började köpa in bussar av MAN istället, vilket var passande eftersom de allra flesta Neoplan-bussar i Uppsala hade MAN-motorer. Andra städer i Sverige som haft Neoplan som stadsbussar är bland annat Jönköping och Linköping. Jönköpings allra första stombussar utgjordes av ledbussar av typ Neoplan N4021/3, dessa köptes in 1996 och hamnade efter 2001 i Stockholm där de gick i trafik Söderort till omkring 2006.
När det gäller turist- och långfärdsbussar har Neoplan varit känt i Sverige sedan 1960-talet.
Internationellt är Neoplan vanligt i framförallt Centraleuropa, men förekommer även i till exempel Nordamerika och Asien.
Den polska delen av Neoplan (Neoplan Polska), som från mitten av 1990-talet tillverkade delar av Neoplan N40-serien på licens, blev år 2001 en självständig busstillverkare, som tog namnet Solaris.

## Bildgalleri

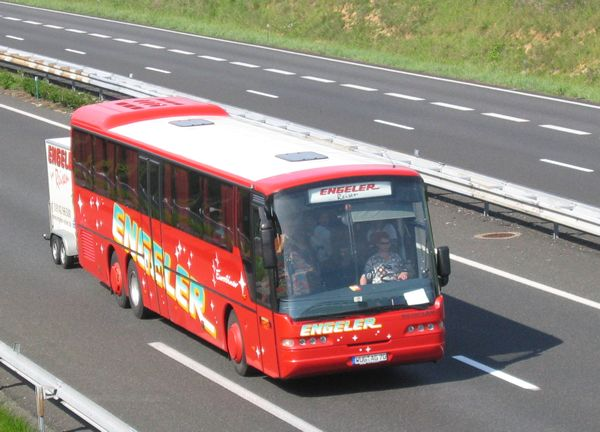
Neoplan Euroliner
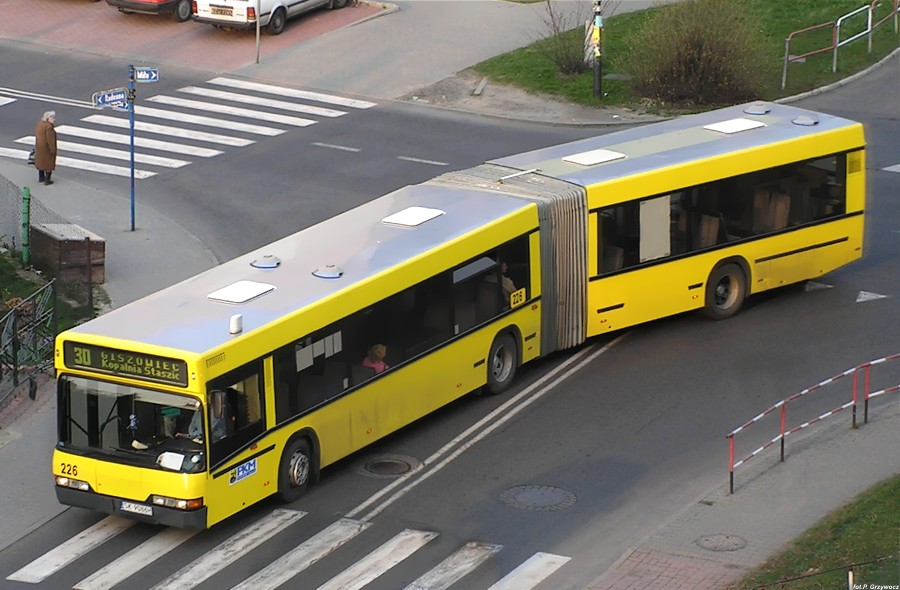
Neoplan N4021
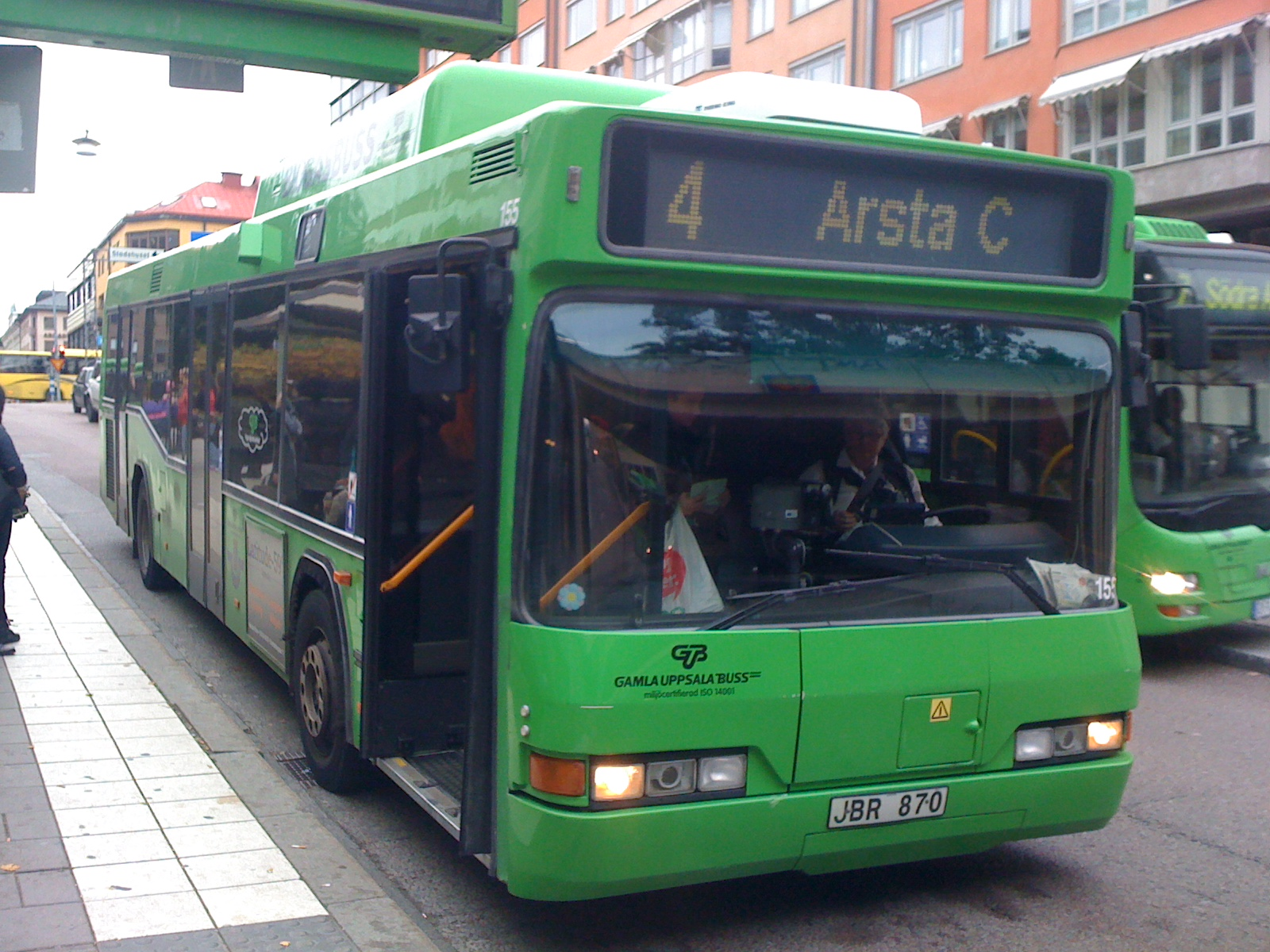
Neoplan N4016
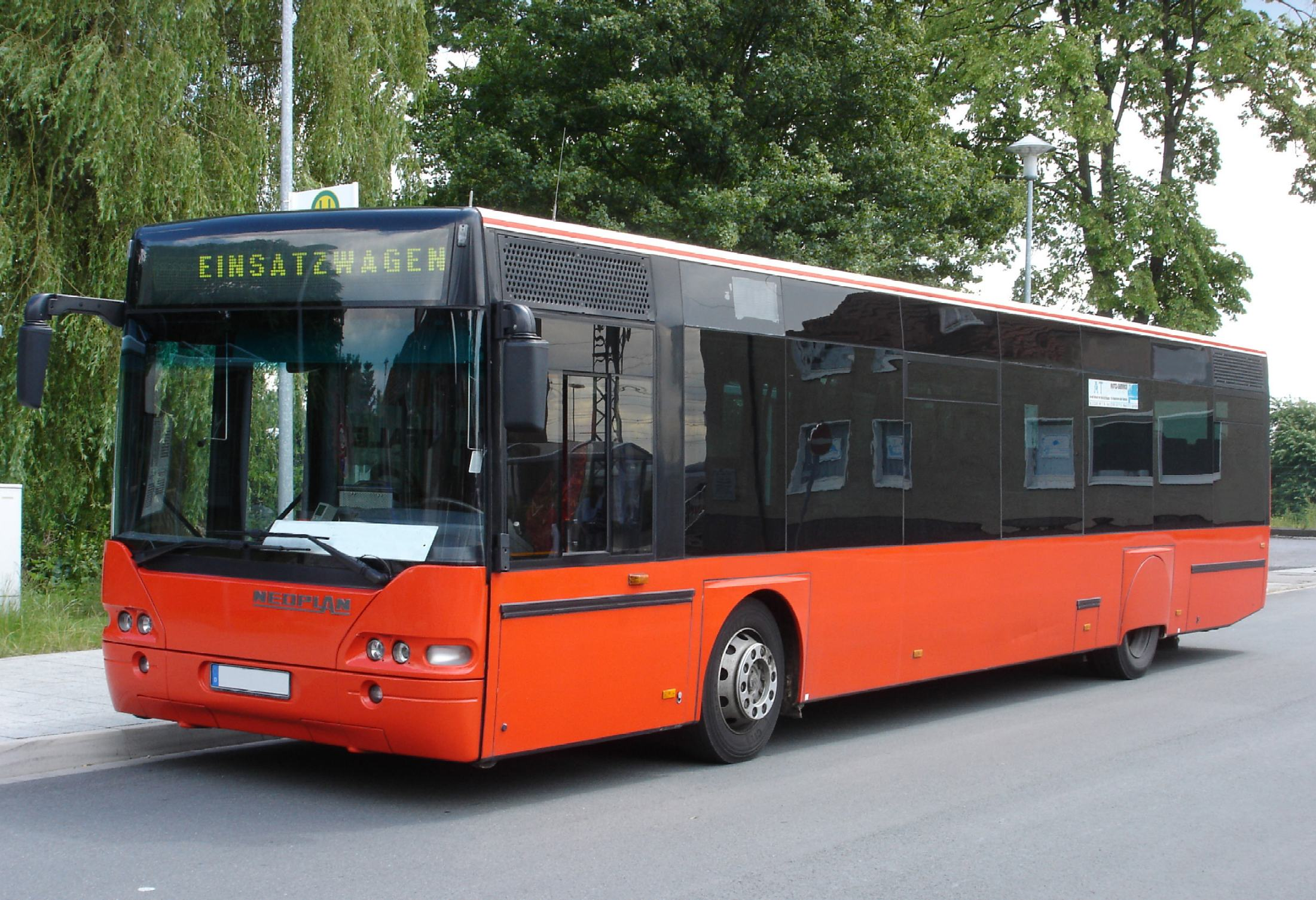
Neoplan N4416, även kallad Centroliner.
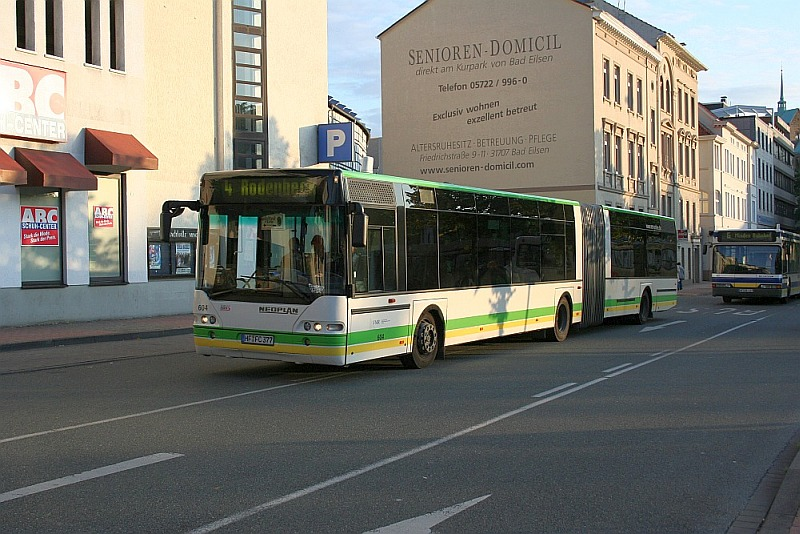
Neoplan N4421, även kallad Centroliner.